# Софроновская
Софро́новская — деревня в Нюксенском районе Вологодской области.
Входит в состав Городищенского сельского поселения, с точки зрения административно-территориального деления — в Городищенский сельсовет.
Расстояние по автодороге до районного центра Нюксеницы — 42 км, до центра муниципального образования Городищны — 2 км. Ближайшие населённые пункты — Великий Двор, Козлевская, Верхняя Горка, Карманов Двор, Городищна.
По переписи 2002 года население — 74 человека (37 мужчин, 37 женщин). Всё население — русские.

## Известные уроженцы
- Лобанов, Василий Васильевич (1917—2001) — советский государственный и хозяйственный деятель, Герой Социалистического Труда, лауреат Государственной премии СССР.